# Championnat de Finlande de hockey sur glace 1944-1945
Saison précédente Saison suivante
La saison 1944-1945 est la quatorzième saison de la SM-sarja.
L'Ilves Tampere remporte le 14e titre de champion de Finlande en terminant à la première place du classement.

## Déroulement

### Classement
| Clt   | Équipe            | PJ | V | D | N | BP | BC | Diff | Pts |
| ----- | ----------------- | -- | - | - | - | -- | -- | ---- | --- |
| +001, | Ilves Tampere     | 8  | 6 | 2 | 0 | 28 | 10 | +18  | 14  |
| +002, | Tarmo Hämeenlinna | 8  | 6 | 1 | 1 | 28 | 11 | +17  | 13  |
| +003, | KIF Helsinki      | 8  | 6 | 0 | 2 | 38 | 19 | +19  | 12  |
| +004, | TPS Turku         | 8  | 5 | 1 | 2 | 27 | 17 | +10  | 11  |
| +005, | HSK Helsinki      | 8  | 2 | 3 | 3 | 18 | 22 | -4   | 7   |
| +006, | HJK Helsinki      | 8  | 2 | 2 | 4 | 19 | 23 | -4   | 6   |
| +007, | Åbo IFK           | 8  | 2 | 1 | 5 | 14 | 38 | -24  | 5   |
| +008, | TBK Tampere       | 8  | 1 | 0 | 7 | 16 | 27 | -11  | 2   |
| +009, | K-Kissat Helsinki | 8  | 1 | 0 | 7 | 10 | 31 | -21  | 2   |

- Champion de Finlande
- Barrage de promotion-relégation
- Relégué en I-divisionna

### Meilleurs pointeurs
Cette section présente les meilleurs pointeurs de la saison.
| Clt | Joueur           | Équipe            | PJ | B  | A | Pts | Pun |
| --- | ---------------- | ----------------- | -- | -- | - | --- | --- |
| 1   | Keijo Kuusela    | Tarmo Hämeenlinna | 8  | 12 | 8 | 20  | 0   |
| 2   | Osmo Huhti       | Ilves Tampere     | 7  | 8  | 2 | 10  | 0   |
| 3   | Aarne Honkavaara | Ilves Tampere     | 3  | 7  | 3 | 10  | 0   |
| 4   | Matti Rintakoski | Ilves Tampere     | 7  | 5  | 3 | 8   | 0   |
| 5   | Kalevi Ihalainen | HJK Helsinki      | 8  | 5  | 1 | 6   | 0   |